# Айрделл, Джеймс
Джеймс Айрделл (англ. James Iredell; 5 октября 1751 — 20 октября 1799) — американский политик и юрист, судья и Верховный прокурор Северной Каролины, лидер северокаролинских федералистов и один из борцов за ратификацию Конституции США. В 1790 году, при создании Верховного Суда США президент Вашингтон назначил его одним из первых членов Верховного суда. Его сын Джеймс Айрделл Младший впоследствии стал губернатором Северной Каролины. В честь Айрделла в 1788 году был назван северокаролинский округ Айрделл.

## Ранние годы
Айрделл родился в английском Суссексе, в городе Льюис, в семье Френсиса Айрделла, бристольского коммерсанта, и Маргарет Маккулох. Айрделлы приходились родственниками Джорджу Макартни и южнокаролинскому губернатору Литтлтону. Его отец пережил инфаркт в середине 1760-х и уже не мог работать, поэтому Джеймса по протекции влиятельных друзей устроили инспектором таможни в северокаролинском городе Идентон. Он прибыл в Америку в конце 1768 года. Его зарплата (30 фунтов в год) должна была выплачиваться напрямую его родителям, а сам он жил на таможенные сборы, что составляло примерно 100 фунтов в год. Начальник таможни, Генри Эсташ Маккулох, пребывал в основном в Англии, поэтому на Айрделла легла вся ответственность за сбор портовых пошлин. Он так же присматривал за землями Маккулоха. В итоге в 1774 году Маккулох все обязанности Айрделлу, и тот оставался на этом посту до 1776 года.
Со временем Айрделл стал уважаемым гражданином Идентона. Он начал изучать право под руководством Самуэля Джонстона, будущего 6-го губернатора Северной Каролины. Он следил за важными судебными делами, делал выписки из материалов судов и записывал юридические аргументы Джонстона. 14 декабря 1770 года губернатор Уильям Трайон выдал ему лицензию адвоката. 26 ноября 1771 года новый губернатор Джозайя Мартин он получил право заниматься делами верховного суда провинции. 18 января 1773 года он женился на Ханне Джонстон (1748—1826), сестре своего учителя.
Между тем постепенно назревал конфликт между королевской администрацией и населением провинции. Айрделл был королевским чиновником, но его симпатии оказались на стороне политиков провинции, с которыми он начал активную переписку. В сентября 1773 года он написал своё первое политическое эссе.
25 августа 1774 года в Нью-Берне собрался Первый провинциальный конгресс Северной Каролины, на котором присутствовали друзья Айрделла: Хупер, Джонстон и Хьюз. Айрделл в это время написал эссе «To the Inhabitants of Great Britain», в котором утверждал, что британский парламент не может иметь власть на территории колоний, и протестовал против несправедливых законов, введённых в колониях. Это эссе широко обсуждалось по всей провинции и сделало Айрделла, в возрасте 23-х лет одним из самых известных политиков Северной Каролины.

## В годы американской революции
В июне 1776 года Айрделл сложил с себя полномочия начальника таможни. После того, как 4 июля 1776 года была издана Декларация Независимости, он внимательно следил за формированием правительства нового штата. В ноябре 1776 года была принята Первая конституция Северной Каролины, сформировано правительство и была создана судебная система штата. На сессии ассамблеи 1777 года территория штата была разделена на три судебных участка, и были выбраны первые судьи: Уильям Хупер, Самуэль Спенсер и Джеймс Айрделл. Он получил высшую юридическую должность в штате, несмотря на то, что ему было всего 27 лет, он прибыл в Новый свет всего 10 лет назад и не имел сильных покровителей.

### Статьи
- H. G. Connor. James Iredell: Lawyer, Statesman, Judge. 1751-1799 (англ.) // University of Pennsylvania Law Review and American Law Register. — The University of Pennsylvania Law Review, 1912. — Vol. 60, iss. 4. — P. 225—253.
- Willis P. Whichard. James Iredell: Revolutionist, Constitutionalist, Jurist (англ.) // Seriatim: The Supreme Court Before John Marshall. — NYU Press, 1998. — P. 198—230.